# Dehéries
Dehéries és un municipi francès, situat a la regió dels Alts de França, al departament del Nord. L'any 2006 tenia 41 habitants. Limita al nord amb Walincourt-Selvigny, a l'est amb Élincourt i a l'oest amb Malincourt.

## Demografia
| 1962                                       | 1968 | 1975 | 1982 | 1990 | 1999 | 2006 |
| ------------------------------------------ | ---- | ---- | ---- | ---- | ---- | ---- |
| 12                                         | 28   | 31   | 37   | 33   | 37   | 41   |
| Des de 1962: població sense dobles comptes |      |      |      |      |      |      |

## Administració
| Període   | Identitat         | Partit |
| --------- | ----------------- | ------ |
| 2001-2008 | Christian Besnier |        |
| 2008-     | Robert Hennebelle |        |